# Meher Baba
Meher Baba (25. února 1894 Poona – 31. ledna 1969 Meherazad), rodným jménem Merwan Sheriar Irani, byl indický duchovní učitel, který prohlásil, že je Avatár, Bůh v lidské podobě.

## Život
Merwan Sheriar Irani se narodil v roce 1894 v Puné v Indii zoroastriánským rodičům. Ve věku 19 let začal sedmiletou duchovní proměnu. V této době kontaktoval pět duchovních učitelů. Na začátku roku 1922, ve věku 27 let, zahájil svou vlastní misi a získal si vlastní učedníky.
Od 10. července 1925 až do konce svého života Meher Baba zachovával mlčení, komunikoval pouze prostřednictvím destičky s abecedou nebo unikátními gesty rukou. Se svými mandali strávil mnoho času v ústraní, během této doby se často postil. Také hojně cestoval, vedl veřejná shromáždění a věnoval se charitě pro malomocné, chudé a mentálně nemocné.
V roce 1931 Meher Baba uskutečnil jednu ze svých mnoha cest na západ, kde si získal mnoho přívrženců. Během většiny čtyřicátých let pracoval s adepty víry masty, o kterých prohlásil, že jsou uchváceni nebo okouzleni vnitřními duševními zážitky. Od roku 1949 cestoval inkognito po Indii. Toto tajemné a stále z velké části neobjasněné období nazval "Nový život".
Poté, co byl jako cestující dvakrát zraněn ve vážných automobilových nehodách, ve Spojených státech v roce 1952 a v Indii v roce 1956, byla jeho schopnost chodit velmi omezená. V roce 1962 pozval své příznivce ze západu do Indie na hromadný darshan nazvaný "The East-West Gathering". Byl znepokojen rostoucím užíváním LSD a dalších psychedelických drog a v roce 1966 prohlásil, že nepřinášejí žádný skutečný užitek. Navzdory zhoršujícímu se zdravotnímu stavu pokračoval v tzv. "Všestanné práci", která zahrnovala půsty a život v ústraní, až do své smrti 31. ledna 1969.